# Brisbane International 2024
Das Brisbane International 2024 war der Name eines Tennisturniers der WTA Tour 2024 für Damen sowie eines Tennisturniers der ATP Tour 2024 für Herren, welche zeitgleich vom 31. Dezember 2023 bis 7. Januar 2024 in Brisbane stattfanden.

## Herrenturnier
→ Qualifikation: Brisbane International 2024/Herren/Qualifikation

## Damenturnier
→ Qualifikation: Brisbane International 2024/Damen/Qualifikation